# Учаковци
Учаковци (словен. Učakovci) су насељено место у општини Чрномељ, регија Југоисточна Словенија, Словенија.

## Историја
До територијалне реорганизације у Словенији били су у саставу старе општине Чрномељ.

## Становништво
У попису становништва из 2011. године, Учаковци су имали 116 становника.
| Број становника према пописима | Број становника према пописима | Број становника према пописима |
| ------------------------------ | ------------------------------ | ------------------------------ |
| 1991                           | 2002                           | 2011                           |
| 154                            | 120                            | 116                            |